# Đa phương tiện
Đa phương tiện hay đa phương truyền (Multimedia) là một hình thức truyền tải sử dụng kết hợp các kiểu định dạng nội dung khác nhau như văn bản, audio, hình ảnh, hoạt hình, video vào một bài giới thiệu có tính tương tác; đối lập với đó là phương tiện truyền thông đại chúng truyền thống, vốn được sử dụng ở dạng in ấn truyền thống, văn bản viết tay hoặc dạng ghi âm, không hề có tương tác gì với người tiếp thu nội dung. Những ví dụ phổ biến của loại hình này bao gồm video podcast, những bản thuyết trình có âm thanh gắn kèm và video hoạt họa. 
Đa phương tiện có thể được ghi lại để trình chiếu khi cần hoặc trực tiếp (streaming) trên máy tính, điện thoại thông minh và các thiết bị điện tử khác. Trong những năm đầu của kỉ nguyên đa phương tiện, cụm từ "rich media" (đa phương tiện) được quy là đồng nghĩa với cụm đa phương tiện có tương tác. Theo thời gian, hypermedia đã đưa đa phương tiện gia nhập vào World Wide Web (mạng lưới Internet).
Phân loại đa phương tiện
Đa phương tiện có thể được phân chia thành các loại tuyến tính và phi tuyến tính. Nội dung hoạt động tuyến tính tiến triển thường xuyên mà không cần bất kỳ điều khiển điều hướng cho người xem như một bài thuyết trình điện ảnh. Phi tuyến tính sử dụng tương tác để kiểm soát tiến độ với một trò chơi video hoặc máy tính đào tạo dựa trên nhịp độ tự. Hypermedia là một ví dụ về nội dung phi tuyến tính. Bài thuyết trình đa phương tiện có thể được trực tiếp hoặc ghi. Một bài thuyết trình ghi lại có thể cho phép tương tác thông qua một hệ thống dẫn đường. Một bài thuyết trình đa phương tiện trực tiếp có thể cho phép tương tác thông qua sự tương tác với người dẫn chương trình hay biểu diễn.
Thuật ngữ
Lịch sử của thuật ngữ:
Thuật ngữ này được đặt ra bởi các ca sĩ và đa phương tiện truyền thông nghệ sĩ Bob Goldstein (sau 'Bobb Goldsteinn "), nhằm tạo điều kiện" trong L'Oursin của Lightworks "show ở Southampton, Long Island [cần dẫn nguồn] mở vào tháng 7 năm 1966, các Goldstein có lẽ sáng tạo nghệ thuật của một phương pháp mới để nhận ra các nghệ sĩ người Mỹ tên là Dick Higgins, người đã thảo luận hai năm trước đây, ông được biết đến như là "trung gian. "[1]
Ngày 10 tháng 8  năm 1966, Richard Albarino Variety mượn các thuật ngữ, báo cáo: "đứa con tinh thần của songscribe-comic Bob ('Washington Square') Goldstein, các 'Lightworks' là mới nhất đa phương tiện âm nhạc và hình ảnh ra mắt như là vũ trường giá vé. "[2] Hai năm sau, vào năm 1968, thuật ngữ" đa phương tiện "được tái chiếm dụng để mô tả công việc của một nhà tư vấn chính trị, David Sawyer, chồng của Iris Sawyer-một trong những nhà sản xuất Goldstein tại L'Oursin.

## Đặc điểm chính của đa phương tiện
Bài thuyết trình đa phương tiện có thể được xem bởi người trên sân khấu, dự kiến, truyền đi, hoặc đóng tại địa phương với một máy nghe nhạc phương tiện truyền thông. Chương trình phát sóng có thể là một bài trình bày đa phương tiện trực tiếp hoặc ghi. Chương trình phát sóng và các bản ghi âm có thể là tương tự hoặc kỹ thuật số phương tiện truyền thông công nghệ điện tử. Đa phương tiện trực tuyến kỹ thuật số có thể được tải về hoặc xem trực tiếp. Dòng đa phương tiện có thể trực tiếp hoặc theo yêu cầu.
Trò chơi đa phương tiện và mô phỏng có thể được sử dụng trong một môi trường vật lý với các hiệu ứng đặc biệt, với nhiều người dùng trong một mạng lưới trực tuyến, hoặc tại địa phương với một máy tính ẩn, hệ thống trò chơi, hoặc mô phỏng.
Các định dạng đa phương tiện khác nhau của công nghệ hoặc kỹ thuật số có thể được dùng để nâng cao kinh nghiệm của người sử dụng, ví dụ để làm cho nó dễ dàng hơn và nhanh hơn để truyền đạt thông tin. Hoặc trong làng giải trí, nghệ thuật, để vượt qua kinh nghiệm hàng ngày.
Mức độ nâng cao của các tương tác có thể được thực hiện bằng cách kết hợp nhiều hình thức nội dung phương tiện truyền thông. Đa phương tiện trực tuyến đang ngày càng trở thành đối tượng theo định hướng và điều khiển dữ liệu, cho phép các ứng dụng với hợp tác đổi mới của người dùng cuối và cá nhân trên nhiều hình thức nội dung theo thời gian. Ví dụ về các phạm vi từ nhiều hình thức nội dung trên các trang web như phòng trưng bày ảnh với cả hai hình ảnh (hình ảnh) và tiêu đề (văn bản) với người sử dụng cập nhật, để mô phỏng mà đồng Hệ số, sự kiện, hình ảnh minh họa, hình ảnh động hoặc video được sửa đổi được, cho phép đa phương tiện "kinh nghiệm" để được thay đổi mà không cần lập trình lại. Ngoài nhìn thấy và nghe, công nghệ Haptic cho phép các đối tượng ảo để được cảm nhận. Công nghệ đang nổi lên liên quan đến ảo tưởng về hương vị và mùi cũng có thể nâng cao kinh nghiệm đa phương tiện.

## Lịch sử
Trong bốn mươi năm qua, Đa phương tiện đã được thay đổi  nghĩa nhiều lần. Cuối  những năm 1970, Thuật ngữ này  gồm sự diễn hoạt trình chiếu hình ảnh chuyển động đa chiều trên thời gian của một đoạn âm thanh.Tuy nhiên vào những năm 1990 Đa phương tiện đã được hiểu như hiện nay.
Thuật ngữ Đa phương tiện được xuất bản lần đầu tiên năm 1993 trong cuốn McGraw-Hill’s Multimedia: Making It Work, Trong đây Tay Vaughan đã tuyên bố rằng "Đa phương tiện là bất kỳ sự kết hợp của văn bản, nghệ thuật đồ họa, âm thanh, hình ảnh động, và video được cung cấp bởi máy tính. Khi bạn cho phép  người dùng,người xem của dự án có thể kiểm soát mọi thứ vào mọi thời điểm, đó là sự tương tác đa phương tiện. Khi bạn cung cấp một cấu trúc liên kết các thành phần mà thông qua đó người dùng có thể điều hướng, đa phương tiện tương tác trở thành Siêu phương tiện.